# Communauté de communes du Causse Nord-Ouest du Tarn
Die Communauté de communes du Causse Nord-Ouest du Tarn in ein ehemaliger Gemeindeverband (Communauté de communes) im südfranzösischen Département Tarn in der Region Midi-Pyrénées.
Er fusionierte 2013 mit der Communauté de communes du Pays Cordais zur neuen Communauté de communes du Cordais et du Causse
.

## Mitgliedsgemeinden
| - Marnaves - Milhars - Penne - Le Riols | - Roussayrolles - Saint-Michel-de-Vax - Vaour |

Somit gehören dem Gemeindeverband sieben der neun Gemeinden des Kantons Vaour an.